# Berndt Aulin

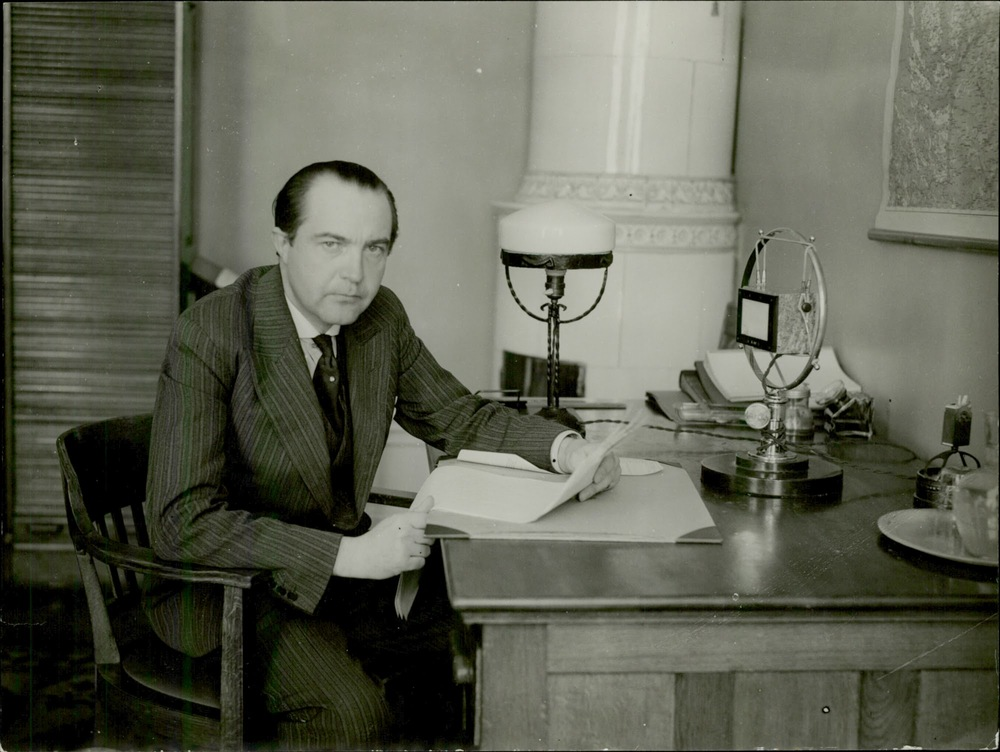
Berndt Aulin på TT (oktober 1931).

Berndt Henrik Aulin, född 18 april 1891 i Norrköping, död 21 augusti 1969, var en svensk tecknare och redaktör.
Han var son till jordbruksinspektorn Henrik Aulin och Vendela Tornborg.
Aulin studerade konst vid Asplunds och Althins konstskolor. Han var verksam som tidningstecknare och illustratör i ett flertal tidningar bland annat som teatertecknare för Stockholms-Tidningen. Han anställdes 1915 vid Svenska Telegrambyrån och var därefter medarbetare i Nordiska Presscentralen, Presstelegrambolaget och Tidningarnas Telegrambyrå. 1924 blev Aulin den förste TT-medarbetare att läsa nyheter i radio